# 洛克伍德 (內布拉斯加州)
洛克伍德（英語：Lockwood）是位於美國內布拉斯加州梅里克縣的非建制地區。

## 歷史
洛克伍德的郵局於1874年設立，其後於1890年停運。

## 地理
洛克伍德所處的海拔為高於海平面550米（即1805英呎），而該地所採用的時區為UTC-6，即北美中部时区（CST）。同時該地設有夏令時間，為UTC-6調快一小時，即UTC-5（CDT）。